# Diptychus
Diptychus is een geslacht van straalvinnige vissen uit de familie van Eigenlijke karpers (Cyprinidae).

## Soorten
- Diptychus maculatus Steindachner, 1866
- Diptychus sewerzowi Kessler, 1872